# Fodinoidea laeta
Fodinoidea laeta là một loài bướm đêm thuộc phân họ Arctiinae, họ Erebidae.